# Stan Knows Best
Stan Knows Best (рус. Стэн знает, как лучше) — третья серия первого сезона мультсериала Американский папаша. Премьера серии была 8 мая 2005 года

## Сюжет
Хейли окрашивает свои волосы в зелёный цвет на съезде партии «Зеленых», после этого Стэн бреет её голову, в то время как она спит. Когда она просыпается утром, Стив комментирует, что она выглядит «почти так же уродлива, как Роджер», заставляя Роджера (шутит про занавески и коврик) стать неуверенным о своей внешности. Стэн и Фрэнсин также узнают, что у Хейли есть парень по имени Джефф, таким образом, они приглашают его к себе на обед. Стэну нравится, как ведёт себя Джефф, но когда Хейли с Джеффом к партии зелёных, Стэн заставил друзей из ЦРУ, чтобы они похитили и привели домой её. Прежде, чем это произошло, Джефф предложил Хейли переехать к нему. Разъяренная на Стэна, за то, что произошло, Хейли не желает жить по его правилам, когда ей уже 18 лет, Хейли уходит из дома, после чего Роджер пытаться переехать в комнату Хейли, но Стэн и Франсин отказывают. Хейли ошеломлена, потому, что узнаёт, что Джефф живёт в фургоне. Стэн пытается заставить Хейли вернуться домой, арендуя детский зоопарк и клоуна, но это не сработало. Он попробовал ещё раз, наряжаясь бывшим коммунистом, и случайно уносит своё прикрытие, высмеивая её взгляды, называя их раздражающими и безумными. Хейли ещё раз говорит Стэну, таким образом, он аннулировал её кредитную карту. Он также пытается оказать давление на неё, стирая отчёты её заплаченного обучения. Чтобы заплатить за обучение Хейли начала работать официанткой в стриптиз — баре, но скоро она начинает работать стриптизёршей, так, как они больше зарабатывают. Стэн и его друзья из ЦРУ идут в стриптиз — клуб, где он потрясен потому, что видит, что Хейли танцует обнаженный до пояса, на шесте. Стэн тогда бьет Джеффа, думая, что он заставил работать Хейли стриптизёршей, но узнает, что Хейли солгала, говоря, что ушла сжигать внедорожники. Стэн и Джефф тогда идут в стриптиз — бар, чтобы вынуть Хейли. Когда она отказалась, Стэн вынужден избить всех её коллег стриптизёрш с небольшой помощью от Джеффа, после чего узнают, что все стриптизёрши там начали работать, потому что их отцы никогда не поддерживали их выбор в жизни. Стэн и Фрэнсин тогда решают вывести Хейли, «поддерживая её»: они начинают посещать её выступления, как будто они клиенты. Хейли более чем довольна деньгами, но она вынуждена уйти, поскольку во время стриптиза её парик спал. Она возвращается домой и Стэн обещает, что будет уважать её честь, но когда она уходит друзья Стэна из ЦРУ, выслеживают её и объясняют Стэну всё вкратце.
Тем временем Стив и его друзья обдумывают, с кем они пойдут на наступающий школьный бал. Мальчики полагают, что им никогда не светит девчонка, по крайней мере, до тридцатилетия и за деньги, но Стив, несмотря на доказательства напротив, отказывается верить и держит пари, что не только пойдёт с девочкой на бал, но и ещё принесёт её лифчик, чтобы доказать это. Будучи отвергнутым, снова и снова, Стив узнает, что найдёт девочку с помощью «рутины сочувствия». Стив заключает сделку с Роджером, что он притвориться сестрой Стива, которая имеет 98 % сожженного тела, после чего «ужасно изуродована». Тогда Стив приводит домой девочку Ким, чтобы вылечить Роджера, которого Стив представляет как «Хейли». Это работает, поскольку Стив симулирует, что он смотритель своей «сестры» и убеждает Ким идти на бал.
Когда Стив пытается заставить Роджера вспомнить соглашение, или забыть про комнату, которую он хочет, они начинают драться. Ночью бала, Ким разоблачается в Стиве, когда Роджер сказал, что Стив назвал его «уродиной». После того как Ким ушла, Роджер даёт Стиву её лифчик.